# 堅尼地道

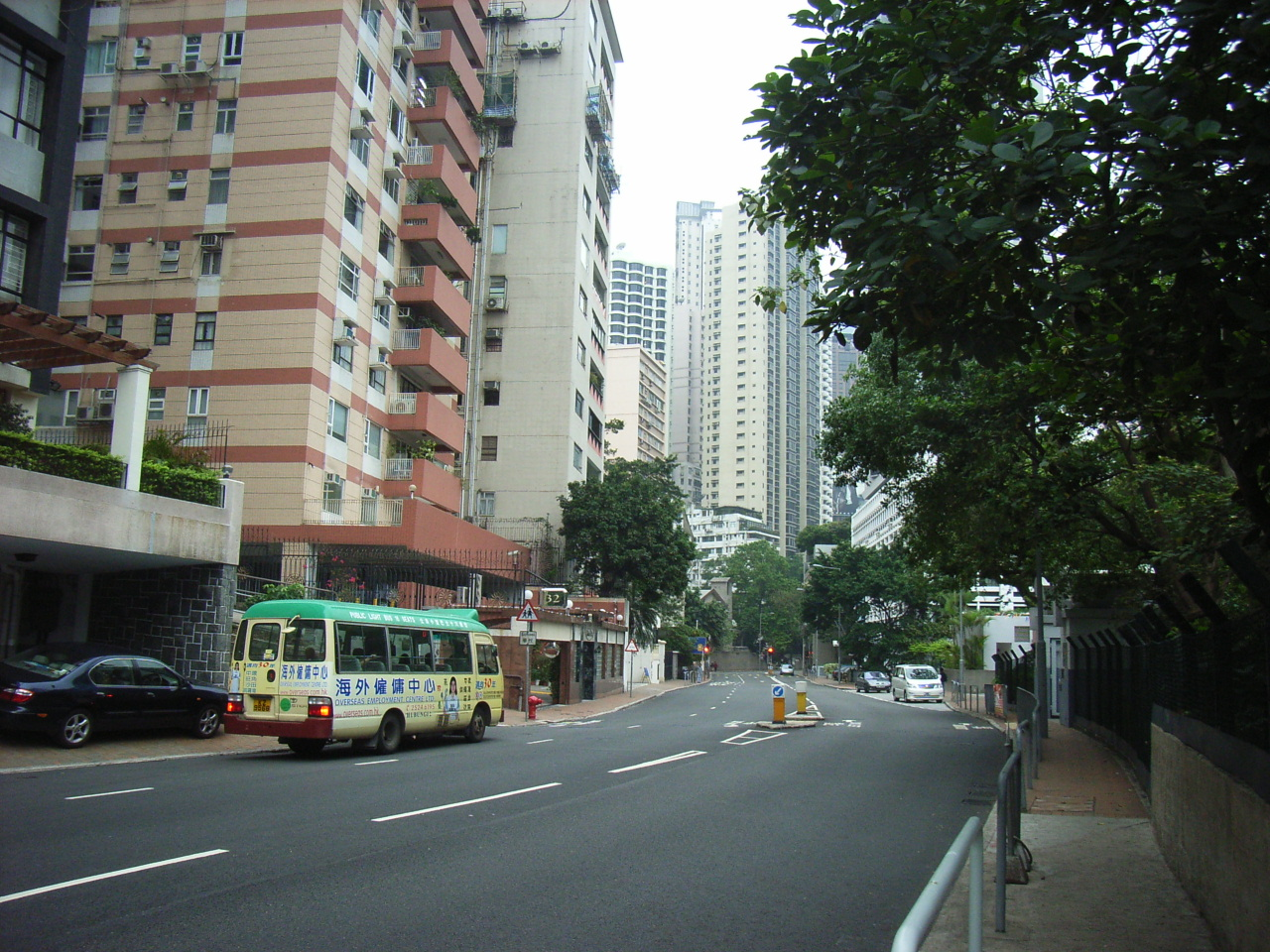
香港視覚芸術中心付近の堅尼地道

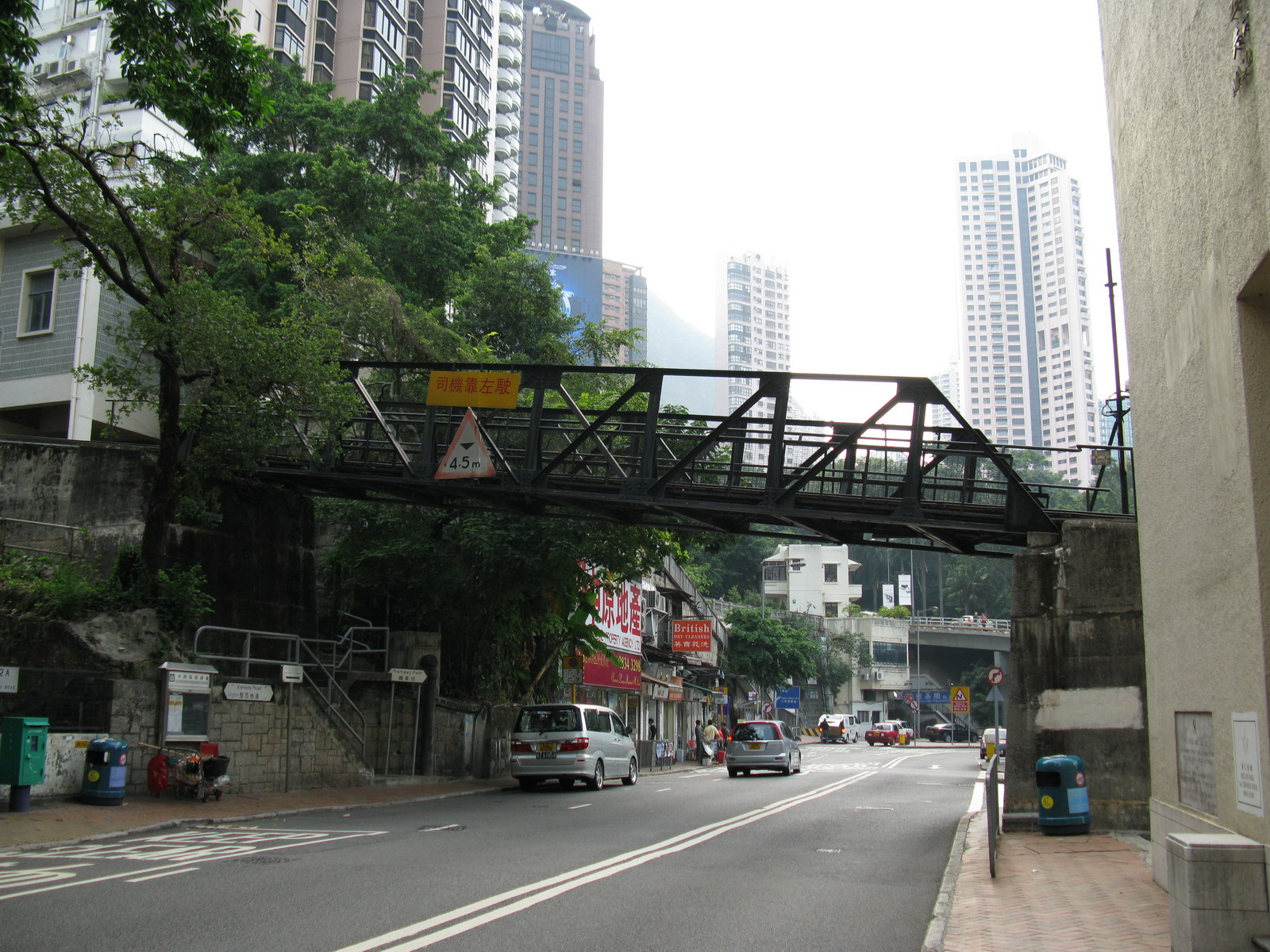
堅尼地道を跨ぐピークトラムの橋

堅尼地道（ケネディロード、英語: Kennedy Road）は、香港の香港島にある湾仔及び金鐘の半山区一帯を走る主要道路である。名称は第7代香港総督のアーサー・ケネディに因んでいる。

## 概要
堅尼地道は、東端を皇后大道東、西端を上亜厘畢道・花園道に接している。皇后大道東との交差点付近が傾斜路になっているほかは、山の等高線に沿ってつくられており、ほぼ平坦である。花園道近くでは、ピークトラムの線路の下をくぐっており、橋の高さが低いため、2階建てのバスは通過することができない。沿道は大部分が住宅地になっており、多数の学校も存在する。

## 歴史
堅尼地道は、皇后大道の山側に平行してつくられた2本目の主要道路であり、そのために「二馬路」と呼ばれることもあった。日本統治時代には、「東大正通」に改称された。1970年代末には、合和実業が合和中心を建設し、内部には皇后大道東出口と堅尼地道出口を結ぶ、市民も利用できるエレベーターが設置されており、上下を行き来するのに階段を使う必要はない。1985年10月7日には、中華バスが運行していた堅尼地道の唯一の路線である17番線が廃止となった。

## 将来
合和実業の主席の胡應湘は、堅尼地道沿いの合和中心にメガタワーホテルという70階建ての大型ホテルを建設する計画を発表した。しかし、地域住民の強い反対を受け、今なお香港都市計画委員会の承認を得ていない。
金鐘の正義道は、建設時から堅尼地道に接続する延伸予定地を確保しているが、今も完成には至っておらず、空き地状態が続いている。これは運輸局が反対したことに影響するもので、都市計画委員会は、土地を今後も確保すべきかどうか検討している。

## 主要建築物
- セントジョセフズカレッジ
- 香港公園
- 香港視覚芸術中心
- ピークトラム堅尼地道駅
- 聖保羅男女中学
- 合和中心
- 電能実業本部「港燈中心」
- 中国外交部駐港特派員公署
- 雍仁会館
- 嘉諾撒聖方済各書院
- 香港鄧鏡波書院
- 聖公会聖雅各小学

## 周辺道路
- 花園道
- 麦当奴道
- 波老道
- 宝雲径
- 萬茂臺
- 湾仔峡道
- 皇后大道東